# Xavier Samuel
Xavier Samuel (ur. 10 grudnia 1983 w Hamilton) – australijski aktor. Odtwórca roli Rileya w filmie Saga „Zmierzch”: Zaćmienie (2010), za którą był nominowany do Teen Choice Awards i zdobył MTV Movie Award za najlepszą walkę.

## Życiorys
Urodził się w Hamilton w stanie Wiktoria w Australii jako syn Maree i Clifforda Samuelów. Dorastał w Adelaide z siostrą Bridget i młodszym bratem Benedictem (ur. 1988). Jego rodzina spędziła rok w Darwin, gdy Samuel miał 13 lat z powodu pracy nauczycielskiej jego rodziców. W 2001 ukończył Rostrevor College. W 2006 ukończył studia aktorskie na Flinders University Drama Centre. Grał tytułowego duńskiego księcia w spektaklu dyplomowym Hamlet.
Był wokalistą zespołu Hyatus. Debiutował na małym ekranie w roli Jasona w serialu australijskim Nine Network Córki McLeoda (McLeod’s Daughters, 2003). Nauczył się surfować do swojej roli w dramacie Bracia surferzy (2013).

## Filmografia

### Filmy
- 2006: 2:37 jako Theo
- 2006: Angela’s Decision jako Will Turner
- 2007: September jako Ed Anderson
- 2008: Dream Life jako Boyd
- 2008: Newcastle jako Fergus
- 2009: Road Train jako Marcus
- 2009: The Loved Ones jako Brent Mitchell
- 2010: Saga „Zmierzch”: Zaćmienie (Twilight Saga: Eclipse) jako Riley Biers
- 2011: Anonimus jako Henry Wriothesley
- 2012: Kochanie, poznaj moich kumpli (A Few Best Men) jako David
- 2012: W szczękach rekina (Bait)  jako Josh
- 2013: Idealne matki (Adore) jako Ian
- 2013: Bracia surferzy (Drift) jako Jimmy Kelly
- 2014: Furia (Fury) jako porucznik Parker
- 2017: Kochanie, poznaj moich kumpli 2 jako David[6]
- 2022: Elvis jako Scotty Moore

### Seriale
- 2003: Córki McLeoda jako Jason